# Ouled Salmane
Ouled Salmane  (in arabo أولاد سلمان‎?) è un centro abitato e comune rurale del Marocco situato nella provincia di Safi, regione di Marrakech-Safi. Conta una popolazione di 16 979 abitanti (censimento 2014).